# Псалом 137
Псалом 137 (у масоретській нумерації — 138) — сто тридцять сьомий псалом Книги псалмів. Латинською мовою псалом відомий як «Confitebor tibi Domine in toto corde meo». Цей псалом належить до псалмів-гімнів.
Псалом є регулярною частиною єврейської, католицької, православної та протестантської літургій. Він був часто покладений на музику такими композиторами як Клаудіо Монтеверді, Генріх Шютц, Мішель Річард Делаланде, Йозеф Райнбергер та Стефанс Грове. 

## Історія та зміст
Псалом 137 — це 137-й псалом із Книги Псалмів, яка є першою книгою «Ктувіма» («Писання») у єврейській Біблії, а також є книгою християнського Старого Завіту. Він є частиною підсумкової збірки псалмів Давида, що включає псалми 137—144, які відповідно приписуються Давидові в першому вірші. Однак, Данн і Роджерсон стверджують, що псалом був написаний як вираз вдячності після повернення з вавилонського полону. Цей конкретний псалом описує, що ті, хто є близьким до Бога, живуть у реальності, а ті, хто вірить у силу людини, живуть у світі фантазії.
Псалмоспівець починає з подячної пісні у дворі перед храмом. Він дякує Господу за порятунок і турботу. Четвертий і п'ятий вірші є закликом до визнання Божої величі і до її оспівування. Шостий вірш підкреслює, що незважаючи на велич Господню, Господь знає про потреби покірного. Сьомий і восьмий вірші завершують псалом, демонстуючи непохитну віру псалмоспівця у Його домопому.

## Текст
| Вірш | Гебрейська мова                                                            | Септуаґінта | Латинська мова (Вульгата) | Українська мова (Переклад Хоменка) |
| ---- | -------------------------------------------------------------------------- | --- | --- | --- |
| 1    | לְדָוִ֨ד \| אֽוֹדְךָ֥ בְכָל־לִבִּ֑י נֶ֖גֶד אֱלֹהִ֣ים אֲזַמְּרֶֽךָּ                                       | Τῷ Δαυιδ. ᾿Εξομολογήσομαί σοι, κύριε, ἐν ὅλῃ καρδίᾳ μου, ὅτι ἤκουσας τὰ ῥήματα τοῦ στόματός μου, καὶ ἐναντίον ἀγγέλων ψαλῶ σοι.                   | Ipsi David. [Confitebor tibi, Domine, in toto corde meo, quoniam audisti verba oris mei. In conspectu angelorum psallam tibi;                           | Давида. Я буду дякувати, Господи, тобі з усього серця; перед богами буду тобі псалми співати.                                                  |
| 2    | אֶשְׁתַּֽחֲוֶ֨ה אֶל־הֵיכַ֪ל קָדְשְׁךָ֡ וְא֘וֹדֶ֚ה אֶת־שְׁמֶ֗ךָ עַל־חַסְדְּךָ֥ וְעַל־אֲמִתֶּ֑ךָ כִּֽי־הִגְדַּ֥לְתָּ עַל־כָּל־שִׁ֜מְךָ֗ אִמְרָתֶֽךָ | προσκυνήσω πρὸς ναὸν ἅγιόν σου καὶ ἐξομολογήσομαι τῷ ὀνόματί σου ἐπὶ τῷ ἐλέει σου καὶ τῇ ἀληθείᾳ σου, ὅτι ἐμεγάλυνας ἐπὶ πᾶν ὄνομα τὸ λόγιόν σου. | adorabo ad templum sanctum tuum, et confitebor nomini tuo: super misericordia tua et veritate tua; quoniam magnificasti super omne, nomen sanctum tuum. | Упаду ниць перед твоїм святим храмом і буду дякувати імені твоєму за твою милість і твою правду, бо ти понад усяке ім'я возвеличив твоє слово. |
| 3    | בְּי֣וֹם קָ֖רָאתִי וַֽתַּֽעֲנֵ֑נִי תַּרְהִבֵ֖נִי בְנַפְשִׁ֣י עֹֽז                                          | ἐν ᾗ ἂν ἡμέρᾳ ἐπικαλέσωμαί σε, ταχὺ ἐπάκουσόν μου· πολυωρήσεις με ἐν ψυχῇ μου ἐν δυνάμει.                                                         | In quacumque die invocavero te, exaudi me; multiplicabis in anima mea virtutem.                                                                         | Тоді, як я візвав до тебе, ти вислухав мене, ти мене підбадьорив, вливши в мою душу силу.                                                      |
| 4    | יוֹד֣וּךָ יְהֹוָה כָּל־מַלְכֵי־אָ֑רֶץ כִּ֥י שָֽׁ֜מְע֗וּ אִמְרֵי־פִֽיךָ                                    | ἐξομολογησάσθωσάν σοι, κύριε, πάντες οἱ βασιλεῖς τῆς γῆς, ὅτι ἤκουσαν πάντα τὰ ῥήματα τοῦ στόματός σου,                                           | Confiteantur tibi, Domine, omnes reges terræ, quia audierunt omnia verba oris tui.                                                                      | Усі царі землі, о Господи, будуть тобі дякувати, скоро почують слова уст твоїх.                                                                |
| 5    | וְיָשִׁירוּ בְּדַרְכֵ֣י יְהֹוָ֑ה כִּ֥י גָ֜ד֗וֹל כְּב֣וֹד יְהֹוָֽה                                        | καὶ ᾀσάτωσαν ἐν ταῖς ὁδοῖς κυρίου, ὅτι μεγάλη ἡ δόξα κυρίου,                                                                                      | Et cantent in viis Domini, quoniam magna est gloria Domini;                                                                                             | Будуть співати про путі Господні, велика бо Господня слава.                                                                                    |
| 6    | כִּ֚י רָ֣ם יְ֖הֹוָה וְשָׁפָ֣ל יִרְאֶ֑ה וְגָבֹ֖הַּ מִמֶּרְחָ֥ק יְיֵדָֽע                                       | ὅτι ὑψηλὸς κύριος καὶ τὰ ταπεινὰ ἐφορᾷ καὶ τὰ ὑψηλὰ ἀπὸ μακρόθεν γινώσκει.                                                                        | quoniam excelsus Dominus, et humilia respicit, et alta a longe cognoscit.                                                                               | Бо хоч Господь високо, покірного він бачить і гордого він пізнає здалека.                                                                      |
| 7    | אִם־אֵלֵ֚ךְ \| בְּקֶ֥רֶב צָרָ֗ה תְּחַ֫יֵּ֥נִי עַ֚ל אַ֣ף אֹֽ֖יְבַי תִּשְׁלַ֣ח יָדֶ֑ךָ וְת֖וֹשִׁיעֵ֣נִי יְמִינֶֽךָ                | ἐὰν πορευθῶ ἐν μέσῳ θλίψεως, ζήσεις με· ἐπ᾽ ὀργὴν ἐχθρῶν μου ἐξέτεινας χεῖρά σου, καὶ ἔσωσέν με ἡ δεξιά σου.                                      | Si ambulavero in medio tribulationis, vivificabis me; et super iram inimicorum meorum extendisti manum tuam, et salvum me fecit dextera tua.            | Хоч я ходжу посеред лиха, ти мене оживляєш Ти проти ворогів моїх шалених руку простягаєш і твоя десниця мене спасає.                           |
| 8    | יְהֹוָה֘ יִגְמֹ֪ר בַּֽ֫עֲדִ֥י יְ֖הֹוָה חַסְדְּךָ֣ לְעוֹלָ֑ם מַֽעֲשֵׂ֖י יָדֶ֣יךָ אַל־תֶּֽרֶף                            | κύριος ἀνταποδώσει ὑπὲρ ἐμοῦ. κύριε, τὸ ἔλεός σου εἰς τὸν αἰῶνα, τὰ ἔργα τῶν χειρῶν σου μὴ παρῇς.                                                 | Dominus retribuet pro me. Domine, misericordia tua in sæculum; opera manuum tuarum ne despicias.]                                                       | Господь почате доведе до краю задля мене. Милість твоя, о Господи, повіки; не покидай діла рук твоїх!                                          |

## Використання

### Юдаїзм
Псалом 137 традиційно читається як псалом подяки та вдячності Богові.
Вірш 2 читається під час Селіхоту.
Вірш 4 читається мулом у Перека Ширах.
Вірші 3 і 8 читаються в кінці Аміди людьми, імена яких починаються з першої літери вірша і закінчуються останньою літерою вірша.

Герб єпископа Філіппо Строфалді

### Католицька церква
Історично цей псалом декламували чи співали на вечірній у середу згідно з Статутом святого Бенедикта. У Літургії годин псалом 137 читається на вечірній вівторка четвертого тижня. Більше того, на месі його співають у 21-ту неділю звичайного часу року, 5-ту та 17-ту неділю у звичайний час року. 

## Використання у музиці
Псалом з'явився у рифмованому варіанті в гімні «Геневанський псалтир» у виданні 1551 року. Німецькі версії на ту саму мелодію «Mein ganzes Herz erhebet dich» друкувалися з XVIII століття і є частиною протестантських та католицьких гімнів. 
Генріх Шютц поклав на музику псалом 137 німецькою мовою «Aus meines Herzens Grunde» (1628, SWV 243). Мішель Річард Делаланде написав музику до псалому латинською мовою «Confitebor tibi Domine in toto corde meo», S.48, для голосів та оркестру в 1697 році. Анрі Десмарет створив постановку для солістів, хору та оркестру з п’яти частин у 1707 році. Йозеф Райнбергер написав чотири частини латинською мовою — «Confitebor tibi Domine» під номером 4 у збірці «П'ять мотетів», Op. 163, у 1885 році.
Південноафриканський композитор Стефанс Грове у 2002 році написав постановку для дитячого хору, хору, африканських барабанів, марімба та струнного оркестру.